# CMC4
CMC4 (англ. C-X9-C motif containing 4) – білок, який кодується однойменним геном, розташованим у людей на довгому плечі X-хромосоми. Довжина поліпептидного ланцюга білка становить 68 амінокислот, а молекулярна маса — 7 747.
| 10         |  | 20         |  | 30         |  | 40         |  | 50         |
| ---------- |  | ---------- |  | ---------- |  | ---------- |  | ---------- |
| MPQKDPCQKQ |  | ACEIQKCLQA |  | NSYMESKCQA |  | VIQELRKCCA |  | QYPKGRSVVC |
| SGFEKEEEEN |  | LTRKSASK   |  |            |  |            |  |            |

A: Аланін

C: Цистеїн

D: Аспарагінова кислота

E: Глутамінова кислота

F: Фенілаланін

G: Гліцин

I: Ізолейцин

K: Лізин

L: Лейцин

M: Метіонін

N: Аспарагін

P: Пролін

Q: Глутамін

R: Аргінін

S: Серин

T: Треонін

V: Валін

Задіяний у такому біологічному процесі, як альтернативний сплайсинг. 
Локалізований у мітохондрії.